# Вулиця Миру (Київ, Святошинський район)
Ву́лиця Ми́ру — вулиця у Святошинському районі міста Києва, місцевість Михайлівська Борщагівка. Пролягає від вулиці Дев'ятого Травня до вулиці Миколи Трублаїні. 
Прилучається вулиця Стратонавтів.

## Історія
Вулиця виникла в першій половині XX століття під сучасною назвою. 
Назву вулиця Миру раніше також мала інша вулиця у Святошинському районі.

## Установи та заклади
- Михайлівське кладовище (буд. № 36) — кладовище села Михайлівська Борщагівка.